# Fazenda Lapa
Fazenda Lapa, em Campinas, em terras do Engenho Mato Dentro, originárias da Sesmaria e Engenho Mato Dentro, fundada pelo tenente-coronel Joaquim Aranha Barreto de Camargo em 1806, e passada a propriedade em 1820 à sua filha Maria Luzia de Sousa Aranha e a seu genro e sobrinho Francisco Egídio de Sousa Aranha.
Posteriormente, terras destacadas da fazenda, por Maria Luzia de Sousa Aranha, viscondessa de Campinas foram doadas por esta titular à filha Petronilha Egídio de Sousa Aranha, como dote por seu casamento com Francisco Inácio do Amaral, tendo, em 1849, este agricultor fundado a fazenda Lapa, com cultura de café, cujo nome passou a ser o designativo do proprietário, que depois adotou a alcunha como apelido de família, formando o ramo Amaral Lapa, ou melhor, Aranha do Amaral Lapa. Ele faleceu em 1868, com 47 anos de idade, e ela, em 1869, ficando a fazenda na propriedade de suas filhas, Olímpia,  casada com Antonio Álvaro de Sousa Camargo, e Leonor, casada com Elisiário Penteado.
Em 1885, sob a firma Sousa Camargo & Penteado, com 160 mil pés de café em terra massapé; em 1900, da mesma firma, produzia oito mil arrobas de café e, em 1914, dos mesmos proprietários, quando tinha 180 alqueires de terras e 238 mil pés de café.
Passou depois à propriedade plena do casal Antonio Álvaro, e recebida por herança pela filha e genro Judith e Celso Egídio de Sousa Santos.
Foi ainda sua proprietária, a bisneta do fundador, Iracema Lapa de Camargo, casada com Osvaldo Prudente Correia, que a transferiu a George Sim Whyte que a possuía em 1950, com 174 hectares.
Possuíram-na Gastão Vidigal, que a fracionou para venda, cedendo a maior área, com a sede, à Sociedade Hípica de Campinas que a possui com a velha sede demolida e suntuosa sede nova construída.